# تيبا (مالقة)
بلدية تيبا (بالإسبانية: Teba) هي بلدية تقع في مقاطعة مالقة التابعة لمنطقة أندلوسيا جنوب إسبانيا.

## الديموغرافيا
بلغ عدد سكان بلدية تيبا 4.148 نسمة عام 2011 (وفقاً للمعهد الوطني الإسباني للإحصاء).
| 4.386 | 4.394 | 4.375 | 4.304 | 4.253 | 4.201 | 4.148 |